# Кепа Арисабалага
Кепа Арисабалага Ривуелта (на испански: Kepa Arrizabalaga; роден на 3 октомври 1994 г.), понякога наричан просто Кепа, е испански професионален футболист от баски произход, който играе като вратар за английския футболен клуб Арсенал.
Трениран от Атлетик Билбао, изиграва първите си професионални мачове под наем в Понферадина и Реал Валядолид, в Сегунда Дивисион. Арисабалага печели Европейското първенство за младежи до 19 г. с младежкия състав на Испания. Прави дебюта си за мъжкия отбор на страната през 2017 г. и бива включен в селекцията на Испания за Световното първенство през 2018 г. в Русия.

## Клубна кариера

### Атлетик Билбао
Роден в малкото градче Ондароа, Биская, Баска автономна област, Арисабалага се присъединява към школата на Атлетик Билбао през 2004 г., на 10 годишна възраст. Прави дебют при мъжете с отбора на Баскониа през януари 2012 г. в Третата дивизия на Испания.
На 5 май 2012 г., Арисабалага е извикан за първия отбор на Атлетик за мач от Примера дивисион срещу отбора на Хетафе, но остава резерва до края на мача завършил 0 – 0 на стадион Сан Мемес. Участва в предсезонната подготовка на тима през юли, а на 23 септември отново остава цял мач на скамейката срещу отбора на Малага.
Арисабалага е пратен във втория отбор през януари 2013 г., за да замести контузения Андер Серантес. Прави дебюта си за Б отбора на 16 февруари 2013 г., запазвайки суха мрежа при победата с 1 – 0 над Логронес. На 3 март, Кепа бива изгонен в края при победата с 3 – 1 над Аморебиета.
Арисабалага играе редовно за втория отбор на Атлетик, но през януари 2014 г. чупи костица на дясната си ръка и остава извън терените за около месец. През март Хетафе прави опит да привлече играча под наем до края на сезона, но офертата е отказана.
На 5 януари 2015 г., Арисабалага е пратен под наем до края на сезона в отбора на Понферадина. Прави дебюта си като титуляр при равенството 1 – 1 срещу Расинг Сантандер.
На 20 юли 2015 г., Арисабалага преминава под наем до края на сезона в Реал Валядолид в Сегунда Дивисион. Първият си мач за отбора записва при загубата с 0 – 1 от Кордоба на 22 август, а до края на сезона пропуска само 3 мача.
След завърщането си в Атлетик, Арисабалага става част от първия отбор, но като трети избор след Горка Ираисос и Яго Йерерин. Записва първия си мач в Примера дивисион на 11 септември 2016 г. при побадата с 1 – 0 над Депортиво Ла Коруня.
В началото на 2018 г. има доста спекулации свързващи Арисабалага с трансфер в Реал Мадрид, но играчът подновява договора си с Атлетик до 2025 г.

### Челси
На 8 август 2018 г., Атлетик Билбао обявява, че е активирана освобождаващата клауза по договора на Арисабалага на стойност 80 милиона евро / 71.6 милиона паунда, правейки го най-скъпия вратар в света, само няколко седмици след като рекордът бе счупен от трансфера на Алисон в Ливърпул.На същия ден трансферът е обявен официално, само три дни по-късно Арисабалага записва и първия си мач за Челси при победата с 3 – 0 над Хъдърсфийлд.  Кепа успява да запази чиста мрежа 6 пъти при серията от 12 мача без загуба в първенството.
На 22 януари 2019 г., спасява дузпа при изпълнението на наказателните удари срещу Тотнъм, помагайки на отбора да се класира на финала за Купата на лигата.